# Орки

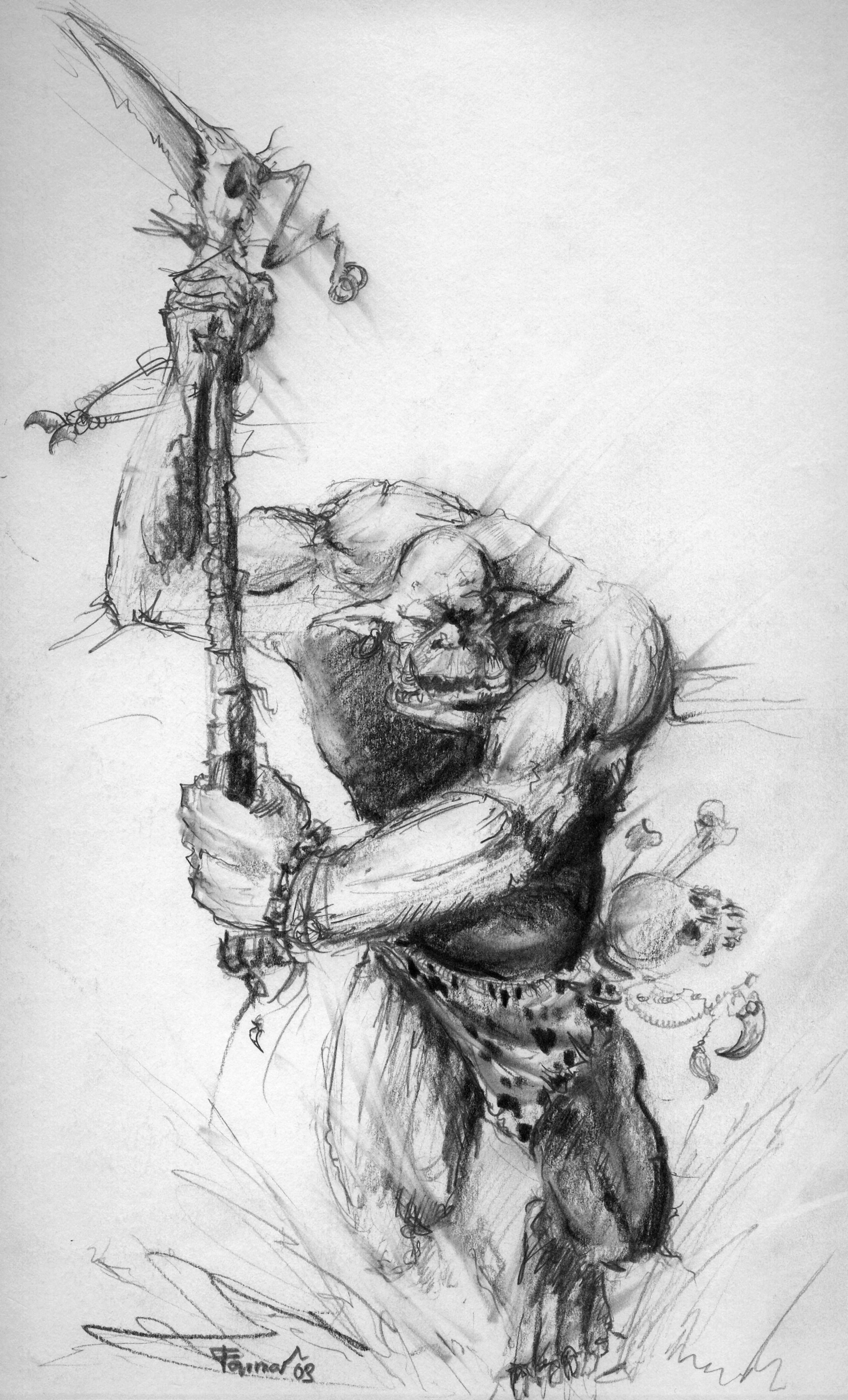
Орк-дикун

О́рки (англ. Orcs, рідше orks) — вигаданий вид або раса істот з фантастичних, переважно фентезійних творів. Зазвичай зображаються кремезними варварами зі звіриними рисами. Належать до стандартних видів фантастичних істот. Запроваджені Джоном Толкіном як злі істоти-ординці, подібні на людей, але приземкуваті, з великим іклами, гострими вухами. Пізнішими авторами образ орків було розвинуто додаванням рис шляхетних дикунів.

## Походження назви
Персонажі, що позначаються етимологічно або фонетично близькими словами, присутні в багатьох творах європейської літератури [за Оксфордським словником англійської мови, Orc/ork], але в жодних традиційних віруваннях не виділялися в окремий вид істот. «Орк» бувало тільки додатковою назвою деяких створінь, або складовою назви.
Вважається, що це слово походить від латинського Orcus — Орк Діспатер, імені одного з давньоримських божеств смерті і підземного світу. Воно присутнє в деяких текстах в складових словах orcnéas (демони-мерці) і orcþyrs (орктурси — орки-гіганти, плем'я демонів-велетнів). У «Беовульфі» орки нарівні з Йотунами і ельфами названі в числі нащадків Каїна і ворогів роду людського.
Говорячи про проблему прототипів персонажів книг Толкіна, Т. Шіппі зауважив: «кількість знайдених і використаних ним культурних відповідностей була для нього не так важливою; мабуть, найбільше значення Толкін надавав окремим поемам, казочкам, фразам, образам, приділяючи саме їм найбільше уваги і використовуючи їх як точки кристалізації при описі цілих рас і племен». Щодо орків нам відомо про такі «точки кристалізації» від самого письменника. За твердженням самого Толкіна, джерелом терміна «орк» для нього стало давньоанглійське слово orc, відповідне значенням «турс (огр)», «демон пекла». У фрагментах давньоанглійською мовою Толкін використовує цю ж форму написання. Характерно, що в найраніших варіантах мови квенья, вигаданої Толкіном, термін «орк» (Ork (orq-)) розшифровувався саме як «чудовисько», «огр», «демон».
Англійською слово орк має два варіанти написання: в більшості творів Толкін, за рідкісними винятками, вживає форму Orc, у пізніх текстах (з кінця 1960-х років) набуває поширення Ork.

## Розвиток образу

### Толкінівські орки

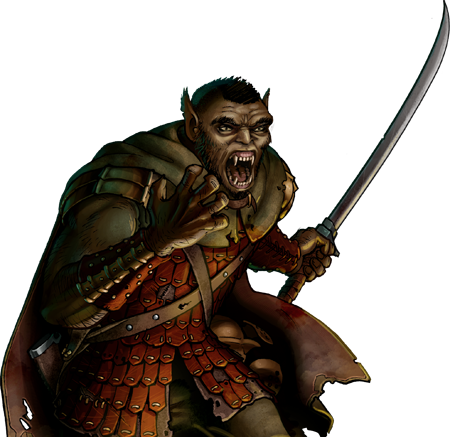
Воїн орків

Запровадив орків письменник Джон Толкін як потворних варварів, котрі служать силам Зла, поєднуючи в собі найгірші людські риси, військову міць та винахідливість. Вони з'явилися вже в найраніших з відомих текстів Толкіна, що належать до групи «Втрачених сказань» (1914—1917), та фігурують у численних інших, головними з яких є «Володар Перснів» та «Гобіт». У творах Толкіна припускається, що орки первинно були ельфами, яких полонив і спотворив Моргот, перетворивши на своїх слуг. Щодо вигляду, письменник описував у своїх творах орків негарними, приземкуватими, з довгими вухами та іклами, що стирчать із пащі, зі шкірою неприродного для людей кольору. В листах він уточнював, що ці істоти нагадують монголоїдів з найнеприємнішими (для європейця) рисами зовнішності. На рівні чуток у Толкіна згадується, що орки можуть породжувати гібридів з іншими людиноподібними істотами. Втім, потворні риси, як слідує з текстів, не були сильно виражені, позаяк різні персонажі часом плутають орків із гномами, гобітами та навіть здичавілими ельфами.
Припускається, що підґрунтям виникнення образу толкінівських орків як варварів, що загрожують цивілізованому світу, стало піднесення в XIX — початку XX століття Оттоманської імперії та Німеччини. Їх участь у Першій світовій війні, що мала нищівні наслідки для Європи, послугувала прообразом орчої навали у творах Толкіна.
Толкінівські орки є зразком для орків у більшості творів інших авторів. Практично з моменту виникнення образ орків перебував у тісній взаємодії з образом гоблінів. Найчастіше ці два терміни вживаються як синоніми, наприклад, у словнику голдогріна Толкіна (мови гномів-Нолдолі) слово «гонг» пояснюється як «один з племені орків, гоблін». Однак у ряді фрагментів ці істоти постають як зовсім різні групи персонажів. Так, згадується про «орків і гірських гоблінів», про «орків і бродячих гоблинів». З низки фрагментів можна зрозуміти, що це споріднені істоти — або гобліни є частиною народу орків: «це гобліни Мелькора, гірські орки», чи навпаки. Отже, орки, хоча й були споріднені гоблінам, мислилися письменником більш небезпечними створіннями, про це свідчить фрагмент опису орків: «вони також можуть бути названі гоблінами, але в давні дні вони були сильними, жорстокими і лютими».
У своїх листах Толкін наводить опис зовнішності: «орки кряжисті, приземкуваті, жовтошкірі, з приплющеними носами, широкими ротами і вузькими очима». Вони завжди ходили неохайними і брудними, носили грубий одяг, кольчуги, шоломи, черевики, підбиті цвяхами, або чорні обладунки. Користувалися загнутими мечами, сокирами, списами, кинджалами та луками зі стрілами. Для координації дій війська орків послуговувалися барабанами, музичними рогами й ріжками. При облозі міст і фортець орки застосовували величезні каменеметальні машини, тарани, драбини, мотузки з гаками і горючі матеріали; їздили верхи на вовках варгах. Знали різноманітні лікувальні зілля й мазі.
Оркам приписувалося житло племенами під землею, оскільки вони слабнуть від сонячного світла. Подібно до гномів, вони здатні рити тунелі й маскувати їх. Толкін описував харчування цих істот різноманітним, втім, вони полюбляють м'ясо різних тварин, рибу, а також поїдають полонених. Канібалізм у них також практикувався, але вважався ганебним. Вони практикували катування полонених заради забави і наругу над трупами ворогів, проте знали між собою дружбу і борг. За смерть своїх вождів вони мстилися, переслідуючи кривдників далеко за межами печер. В орків була своя мова, недоладна, сповнена лайок і повторень одного й того ж.

### Орки інших авторів

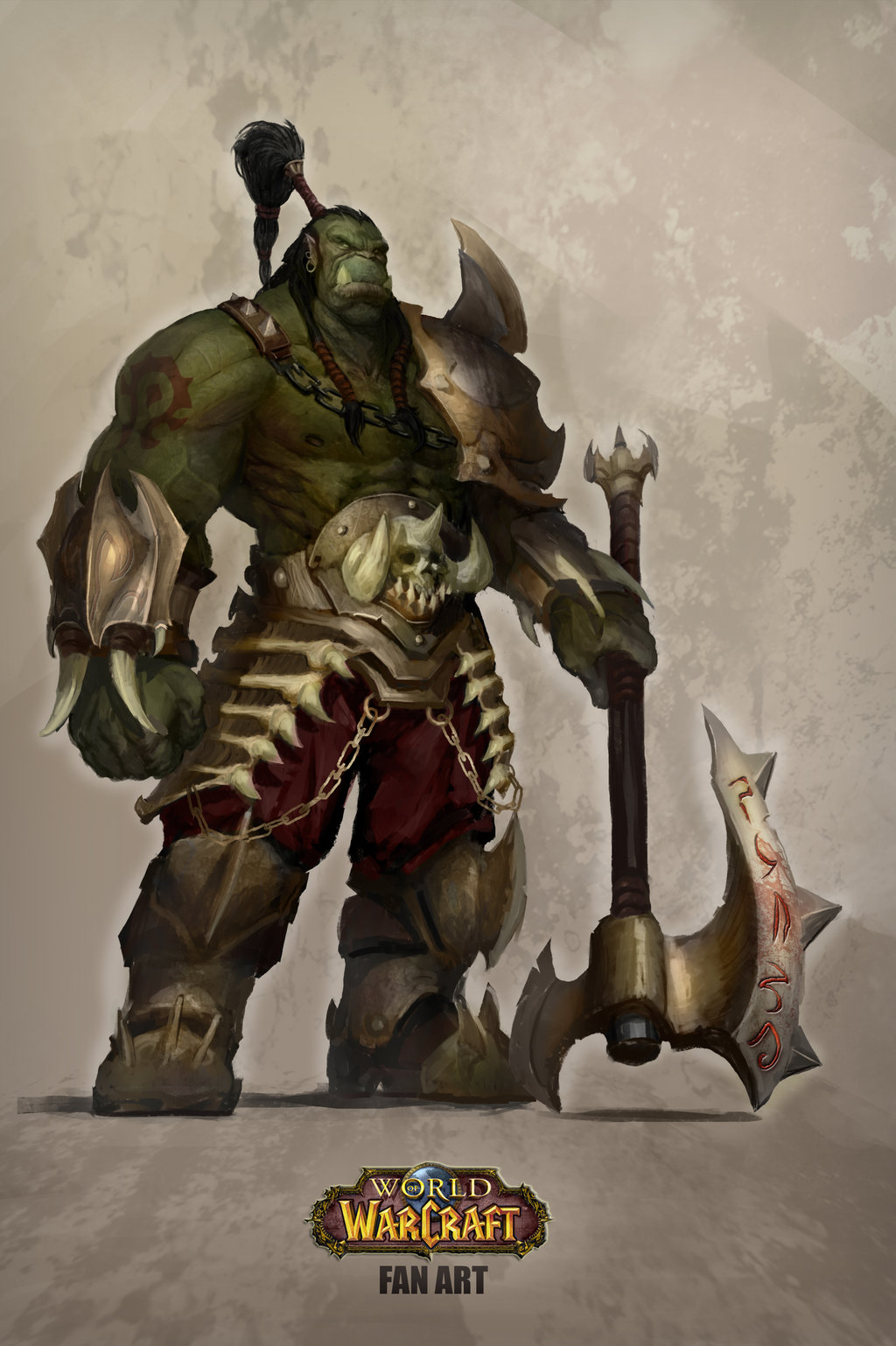
Орк з Warcraft

Пізніші автори по-різному бачили роль орків у своїх вигаданих світах і, відповідно, по-різному пояснювали їхнє походження. Зазвичай орки вважаються спорідненими істотами з гоблінами, тролями, хобгоблінами та гремлінами. Майже всюди ці істоти наділені варварською натурою, схильні до війни, насилля та підлості. В настільних рольових іграх другої половини XX століття на кшталт Dungeons & Dragons орків упроваджено як типових ворогів — сильних людиноподібних істот з коричневою чи зеленою шкірою. В Dungeons & Dragons з'явилося офіційне твердження, що орки здатні давати гібридів з іншими видами, породжуючи орк-гоблінів, орк-людей тощо. Оркам приписувалося життя племенами, що не визнають нічиєї влади, вони грубі, неохайні, задирливі.
Настільна гра Warhammer Fantasy популяризувала образ орків як кремезних варварів з монголоїдними рисами культури на кшталт монгольської орди. У світі гри вони одні з представників «зеленошкірих», до яких належать гобліни та подібні істоти. Вони покладаються на грубу силу при набігах на цивілізовані народи задля грабунків та у суперечках за владу. Але орки достатньо кмітливі, щоб вигадувати ефективні тактики, користуються бойовими машинами та підтримкою приборканих чудовиськ. Також їх описано як високоорганізованих грибів, тому орки розмножуються нестатево спорами й ростуть у землі, постійно поповнюючи свої клани.
У Warhammer 40,000 образ орків розвинуто на основі Warhammer Fantasy. Тут вони володіють вродженим знанням технологій та здатні не лише конструювати різноманітні грубі, але ефективні машини, а також подорожувати космосом. Вони не злі в звичайному розумінні, сенс їхнього життя — це війна, не важливо з ким і з якою метою, оркам важливий сам процес. На відміну від Fantasy, в Warhammer 40,000 орки часто мають комічний складник образу, їм притаманний гротеск, відсилки до різних сучасних і минулих культурних феноменів.
У серії відеоігор Warcraft образ орків переосмислено. Тут вони — кремезні зеленошкірі варвари, однак не злі від природи. Вони мають поняття честі, живуть у союзі з іншими істотами. Їм приписувалося цінування родини, чітко розмежовані ґендерні ролі. До їх образу додалися елементи індіанців Північної Америки: шанування духів природи, тотемів, шаманська магія.
Сучасні орки виражено маскулінні, тобто, втілюють усі стереотипні риси чоловіків патріархального суспільства: вони фізично сильні, м'язисті, грубі. Типово орки виражено гетеросексуальні та при цьому зверхні до жінок. У цілому в образі орків присутня дегуманізація, вони нагадують людей, але мають тваринні риси, що підкреслюють їхню загрозливість.

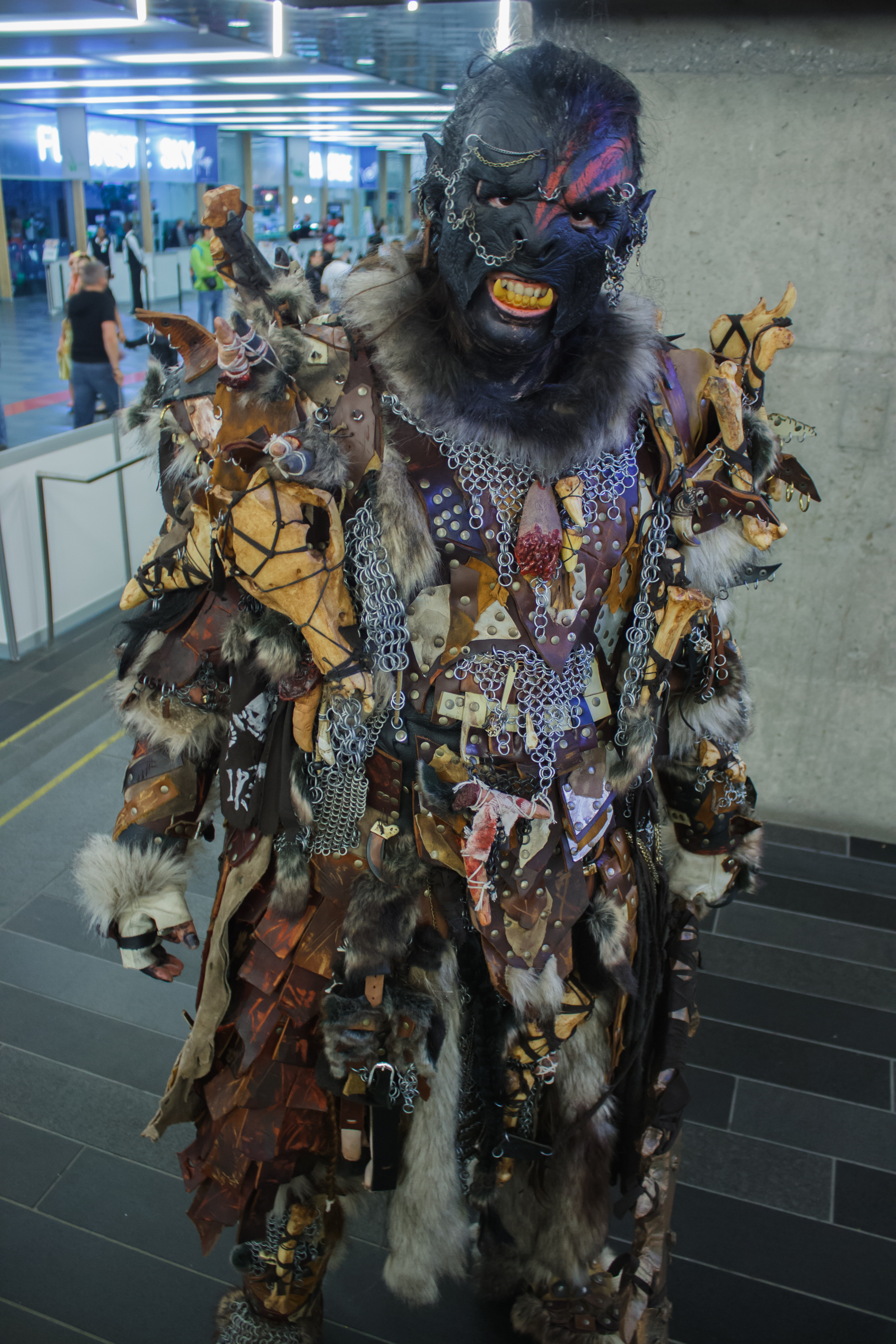
Косплей орка з Монреальського комік-кону
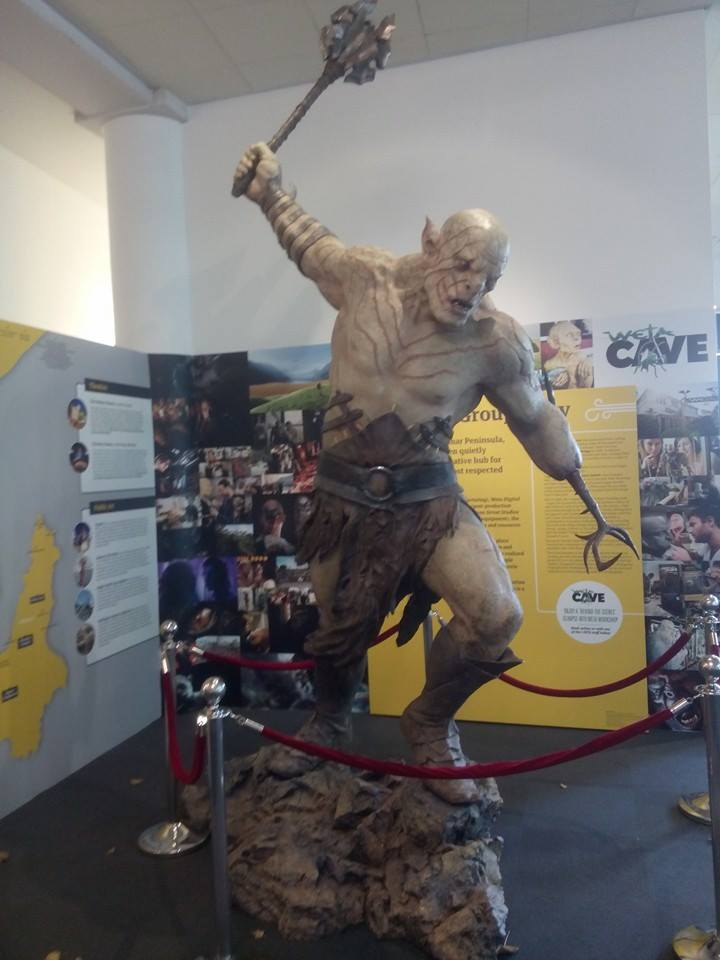
Скульптура орка з фільму «Гобіт»

## У ЗМІ
Під час Російсько-української війни орками (за зразком орків Толкіна) українські ЗМІ стали називати російські війська. Поширені такі проведення паралелей між ними, як дезорганізованість, звірина жорстокість та відсутність гуманізму.

### Фентезі та фольклор
- Орки (Середзем'я)
- Ельфи (Середзем'я)
- Гном
- Гоблін
- Ельф
- Мордор
- Огр
- Оні (міфологія)
- Троль

### Ідеологія
- Дегуманізація
- Демонізація ворога